# 2004年夏季残疾人奥林匹克运动会意大利代表团
2004年夏季残疾人奥林匹克运动会意大利代表团是意大利派出的2004年夏季残疾人奥林匹克运动会代表团。获得4枚金牌、8枚银牌和7枚铜牌。